# Medicina tropical
Medicina tropical ou medicina tropicalista é o ramo da medicina que lida com problemas de saúde que ocorrem unicamente, são mais disseminados ou se mostram mais difíceis de controlar nas regiões tropicais ou subtropicais. Sendo também uma das grandes áreas de atuação do infectologista.
Muitas infecções que são classificadas como "moléstias tropicais" costumavam ser endêmicas em países localizados em áreas temperadas ou mesmo de clima frio. Era o caso da hanseníase, cólera, malária, pólio, sarampo, infestações por nemátodes e amebíase, entre outras. O desaparecimento destas moléstias dos países desenvolvidos foi provocado principalmente por melhorias em habitação, dieta, saneamento e higiene pessoal. Visto que o clima não é o principal motivo pelo qual estas infecções permanecem endêmicas em regiões tropicais, há uma tendência em curso para renomear esta especialidade como "medicina geográfica".